# امبگار
امبگار (به انگلیسی: Ambgarh) یک منطقهٔ مسکونی در هند است که در پنجاب (هند) واقع شده‌است.